# Liste der Countys in Mississippi
Der US-amerikanische Bundesstaat Mississippi ist in 82 Countys eingeteilt.
Die offizielle Abkürzung des Staates Mississippi lautet MS, der FIPS-Code ist 28.
Der FIPS-Code jedes einzelnen Countys beginnt also stets mit 28, an die für jedes County jeweils eine dreistellige Zahl angehängt wird.
Die Einwohnerzahlen basieren auf den Ergebnissen der offiziellen Volkszählung im Jahr 2010.
| County          | FIPS-Code | County Seat           | Gründung | Ursprung                                             | Namensherkunft | Einwohner 2010 | Fläche    | Karte |
| --------------- | --------- | --------------------- | -------- | ---------------------------------------------------- | --- | -------------- | --------- | ----- |
| Adams           | 001       | Natchez               | 1799     | Eines von zwei ursprünglichen Countys in Mississippi | John Adams (1735–1826) – zweiter Präsident der USA (1789–1797) | 32.297         | 1.192 km² |       |
| Alcorn          | 003       | Corinth               | 1870     | Tippiah und Tishomingo County                        | James L. Alcorn (1816–1894) – Gouverneur von Mississippi (1870–1871) | 37.057         | 1.036 km² |       |
| Amite           | 005       | Liberty               | 1809     | Wilkinson County                                     | Amite River | 13.131         | 1.890 km² |       |
| Attala          | 007       | Kosciusko             | 1833     | Madison County                                       | Fiktiver Indianerheld in einer Novelle von François-René de Chateaubriand zu Beginn des 19. Jahrhunderts                                                                                 | 19.564         | 1.904 km² |       |
| Benton          | 009       | Ashland               | 1870     | Marshall und Tippah County                           | Thomas Hart Benton (1782–1858) – US-Senator von Missouri (1821–1851) | 8.729          | 1.054 km² |       |
| Bolivar         | 011       | Cleveland Rosedale    | 1836     | Tallahatchie und Washington County                   | Simón Bolívar (1783–1830) – Unabhängigkeitskämpfer und Nationalheld vieler südamerikanischer Länder                                                                                      | 34.145         | 2.270 km² |       |
| Calhoun         | 013       | Pittsboro             | 1852     | Chickasaw, Lafayette und Yalobusha County            | John C. Calhoun (1782–1850) – US-Senator von South Carolina (1832–1843, 1845–1850), Kriegsminister (1817–1825), Außenminister (1844–1845) und Vizepräsident der USA (1825–1832)          | 14.962         | 1.519 km² |       |
| Carroll         | 015       | Carrollton Vaiden     | 1833     | Lowndes, Monroe, Washington und Yazoo County         | Charles Carroll (1737–1832) – einer der Gründerväter und einziger katholischer Mitunterzeichner der Unabhängigkeitserklärung der USA                                                     | 10.597         | 1.626 km² |       |
| Chickasaw       | 017       | Houston, Okolona      | 1836     | Monroe County und Indianerland                       | Chickasaw – Indianerstamm, der früher das Gebiet bewohnte | 17.392         | 1.299 km² |       |
| Choctaw         | 019       | Ackerman              | 1833     | Lowndes, Madison, Monroe und Yazoo County            | Choctaw – Indianerstamm, der früher das Gebiet bewohnte | 8.547          | 1.085 km² |       |
| Claiborne       | 021       | Port Gibson           | 1802     | Jefferson County                                     | William C. C. Claiborne (1775–1817) – Gouverneur von Louisiana (1812–1816) | 9.604          | 1.261 km² |       |
| Clarke          | 023       | Quitman               | 1833     | Wayne County                                         | Joshua G. Clarke – Richter am Obersten Gerichtshof von Mississippi | 16.732         | 1.790 km² |       |
| Clay            | 025       | West Point            | 1871     | Chickasaw, Lowndes, Monroe und Oktibbeha County      | Henry Clay (1777–1852) – langjähriger US-Senator von Kentucky, Außenminister der USA (1825–1829)                                                                                         | 20.634         | 1.058 km² |       |
| Coahoma         | 027       | Clarksdale            | 1836     | Indianerland                                         | Indianerwort für Puma | 26.151         | 1.435 km² |       |
| Copiah          | 029       | Hazlehurst            | 1823     | Franklin und Hinds County                            | Indianerwort für Schreiender Panter | 29.449         | 2.011 km² |       |
| Covington       | 031       | Collins               | 1819     | Lawrence und Wayne County                            | Leonard Covington (1768–1813) – Mitglied des US-Repräsentantenhauses (1805–1807) | 19.568         | 1.072 km² |       |
| DeSoto          | 033       | Hernando              | 1836     | Monroe und Washington County                         | Hernando de Soto (1496 oder 1500–1542) – spanischer Seefahrer und Konquistador, führte die erste weiße Expedition zum Mississippi                                                        | 161.252        | 1.238 km² |       |
| Forrest         | 035       | Hattiesburg           | 1906     | Perry County                                         | Nathan Bedford Forrest (1821–1877) – General des konföderierten Heeres im Bürgerkrieg, später Führer des Ku-Klux-Klans (1867–1871)                                                       | 74.934         | 1.208 km² |       |
| Franklin        | 037       | Meadville             | 1809     | Adams County                                         | Benjamin Franklin (1706–1790) – einer der Gründerväter der USA | 8.118          | 1.462 km² |       |
| George          | 039       | Lucedale              | 1910     | Greene und Jackson County                            | James Z. George (1826–1897) – US-Senator von Mississippi (1881–1897) | 22.578         | 1.239 km² |       |
| Greene          | 041       | Leakesville           | 1811     | Wayne County                                         | Nathanael Greene (1742–1786) – General der Kontinentalarmee im Amerikanischen Unabhängigkeitskrieg                                                                                       | 14.400         | 1.846 km² |       |
| Grenada         | 043       | Grenada               | 1870     | Carroll, Choctaw, Tallahatchie und Yalobusha County  | Grenada – Inselstaat in der Karibik | 21.906         | 1.092 km² |       |
| Hancock         | 045       | Bay Saint Louis       | 1812     | Indianerland                                         | John Hancock (1737–1793) – Mitunterzeichner der Unabhängigkeitserklärung der USA, Gouverneur von Massachusetts (1780–1785, 1787–1793)                                                    | 43.929         | 1.235 km² |       |
| Harrison        | 047       | Gulfport              | 1841     | Hancock County                                       | William Henry Harrison (1773–1841) – neunter Präsident der US(1841 – kürzeste Amtszeit eines US-Präsidenten)                                                                             | 187.105        | 1.505 km² |       |
| Hinds           | 049       | Jackson, Raymond      | 1821     | Indianerland (Choctaw Cession of 1820)               | Thomas Hinds (1780–1840) – Mitglied des US-Repräsentantenhauses (1828–1831) | 245.285        | 2.251 km² |       |
| Holmes          | 051       | Lexington             | 1833     | Yazoo County                                         | David Holmes (1769–1832) – Gouverneur des Mississippi-Territoriums (1809–1817) und des Bundesstaates Mississippi (1817–1820, 1826)                                                       | 19.198         | 1.958 km² |       |
| Humphreys       | 053       | Belzoni               | 1918     | Holmes, Sunflower, Washington und Yazoo County       | Benjamin G. Humphreys (1808–1882) – Gouverneur von Mississippi (1865–1868) | 9.375          | 1.083 km² |       |
| Issaquena       | 055       | Mayersville           | 1844     | Washington County                                    | Indianischer Ausdruck für Fluss der Hirsche | 1.406          | 1.070 km² |       |
| Itawamba        | 057       | Fulton                | 1836     | Monroe County                                        | Itawamba (?–1834) – Häuptling der Chickasaw | 23.401         | 1.379 km² |       |
| Jackson         | 059       | Pascagoula            | 1812     | Indianerland                                         | Andrew Jackson (1767–1845) – siebenter Präsident der USA (1829–1837) | 139.668        | 1.883 km² |       |
| Jasper          | 061       | Bay Springs, Paulding | 1833     | Jones und Wayne County                               | William Jasper (1750–1779) – bekannter Soldat im Amerikanischen Unabhängigkeitskrieg | 17.062         | 1.751 km² |       |
| Jefferson       | 063       | Fayette               | 1799     | Eines von zwei ursprünglichen Countys in Mississippi | Thomas Jefferson (1743–1826) – dritter Präsident (1801–1809) und einer der Gründerväter der USA                                                                                          | 7.726          | 1.345 km² |       |
| Jefferson Davis | 065       | Prentiss              | 1906     | Covington und Lawrence County                        | Jefferson Davis (1808–1889) – erster und einziger Präsident der Konföderierte Staaten von Amerika (1861–1865)                                                                            | 12.487         | 1.058 km² |       |
| Jones           | 067       | Laurel, Ellisville    | 1826     | Covington und Wayne County                           | John Paul Jones (1747–1792) – kämpfte zur See im Amerikanischen Unabhängigkeitskrieg, gilt als Vater der US Navy                                                                         | 67.761         | 1.797 km² |       |
| Kemper          | 069       | De Kalb               | 1833     | Lowndes, Rankin und Wayne County                     | Reuben Kemper (1770–1826) – amerikanischer Siedler und Freischärler gegen die spanische Herrschaft am unteren Mississippi                                                                | 10.456         | 1.984 km² |       |
| Lafayette       | 071       | Oxford                | 1836     | Monroe County                                        | Marquis de La Fayette (1757–1834) – französischer General der Kontinentalarmee im Amerikanischen Unabhängigkeitskrieg                                                                    | 47.351         | 1.635 km² |       |
| Lamar           | 073       | Purvis                | 1904     | Marion und Pearl River County                        | Lucius Quintus Cincinnatus Lamar (1825–1893) – Offizier des konföderierten Heeres im Bürgerkrieg, Innenminister der USA (1885–1888), Richter am Obersten Gerichtshof der USA (1888–1893) | 55.658         | 1.287 km² |       |
| Lauderdale      | 075       | Meridian              | 1833     | Rankin und Wayne County                              | James Lauderdale (1780–1814) – fiel als Offizier im Britisch-Amerikanischen Krieg | 80.261         | 1.822 km² |       |
| Lawrence        | 077       | Monticello            | 1814     | Marion County                                        | James Lawrence (1781–1813) – amerikanischer Marineoffizier, fiel im Britisch-Amerikanischen Krieg                                                                                        | 12.929         | 1.115 km² |       |
| Leake           | 079       | Carthage              | 1833     | Madison und Rankin County                            | Walter Leake (1762–1825) – Gouverneur von Mississippi (1822–1825) | 23.805         | 1.509 km² |       |
| Lee             | 081       | Tupelo                | 1866     | Itawamba und Pontotoc County                         | Robert Edward Lee (1807–1870) – Oberbefehlshaber des konföderierten Heeres im Amerikanischen Bürgerkrieg                                                                                 | 82.910         | 1.164 km² |       |
| Leflore         | 083       | Greenwood             | 1871     | Carroll und Sunflower County                         | Greenwood LeFlore (1800–1865) – Häuptling der Choctaw | 32.317         | 1.533 km² |       |
| Lincoln         | 085       | Brookhaven            | 1870     | Amite, Copiah, Franklin, Lawrence und Pike County    | Abraham Lincoln (1809–1865) – 16. Präsident der USA (1861–1865) | 34.869         | 1.517 km² |       |
| Lowndes         | 087       | Columbus              | 1830     | Monroe County und Indianerland                       | William Lowndes (1782–1822) – Mitglied des US-Repräsentantenhauses (1811–1822) | 59.779         | 1.301 km² |       |
| Madison         | 089       | Canton                | 1828     | Yazoo County                                         | James Madison (1751–1836) – vierter Präsident der USA (1809–1817) | 95.203         | 1.857 km² |       |
| Marion          | 091       | Columbia              | 1811     | Amite, Franklin und Wayne County                     | Francis Marion (1732–1795) – Offizier der Kontinentalarmee und später Brigadegeneral der South Carolina Miliz im Amerikanischen Unabhängigkeitskrieg, trug den Beinamen Sumpf-Fuchs      | 27.088         | 1.405 km² |       |
| Marshall        | 093       | Holly Springs         | 1836     | Monroe County                                        | John Marshall (1755–1835) – Außenminister (1800–1801) und Oberster Richter der USA (1801–1835)                                                                                           | 37.144         | 1.829 km² |       |
| Monroe          | 095       | Aberdeen              | 1821     | Indianerland (Chickasaw Cession von 1816)            | James Monroe (1758–1831) – fünfter Präsident der USA (1817–1825) | 36.989         | 1.979 km² |       |
| Montgomery      | 097       | Winona                | 1871     | Carroll und Choctaw County                           | Richard Montgomery (1738–1775) – als General der Kontinentalarmee im Amerikanischen Unabhängigkeitskrieg gefallen                                                                        | 10.925         | 1.054 km² |       |
| Neshoba         | 099       | Philadelphia          | 1833     | Jones, Madison, Rankin und Wayne County              | Indianischer Ausdruck für grauer Wolf | 29.676         | 1.476 km² |       |
| Newton          | 101       | Decatur               | 1836     | Neshoba County                                       | Isaac Newton (1643–1727) – englischer Physiker | 21.720         | 1.497 km² |       |
| Noxubee         | 103       | Macon                 | 1833     | Lowndes and Rankin County                            | Indianischer Begriff für stinkendes Wasser | 11.545         | 1.799 km² |       |
| Oktibbeha       | 105       | Starkville            | 1833     | Lowndes County                                       | Indianischer Begriff für blutiges Wasser | 47.671         | 1.185 km² |       |
| Panola          | 107       | Batesville            | 1836     | Monroe und Washington County                         | Indianischer Begriff für Baumwolle | 34.707         | 1.772 km² |       |
| Pearl River     | 109       | Poplarville           | 1890     | Hancock und Marion County                            | Pearl River | 55.834         | 2.191 km² |       |
| Perry           | 111       | New Augusta           | 1820     | Greene County                                        | Oliver Hazard Perry (1785–1819) – amerikanischer Marineoffizier im Britisch-Amerikanischen Krieg von 1812                                                                                | 12.250         | 1.676 km² |       |
| Pike            | 113       | Magnolia              | 1815     | Marion County                                        | Zebulon Pike (1779–1813) – Offizier und Entdecker, leitete 1806–1807 die Pike-Expedition                                                                                                 | 40.404         | 1.059 km² |       |
| Pontotoc        | 115       | Pontotoc              | 1836     | Monroe County                                        | indianischer Begriff | 29.957         | 1.288 km² |       |
| Prentiss        | 117       | Booneville            | 1870     | Itawamba und Tishomingo County                       | Sergeant Smith Prentiss (1808–1850) – Mitglied des US-Repräsentantenhauses (1838–1839)                                                                                                   | 25.276         | 1.075 km² |       |
| Quitman         | 119       | Marks                 | 1877     | Coahoma, Panola, Tallahatchie und Tunica County      | John A. Quitman (1799–1858) – Gouverneur von Mississippi (1835–1836, 1850–1851) | 8.223          | 1.049 km² |       |
| Rankin          | 121       | Brandon               | 1828     | Hinds County                                         | Christopher Rankin (1788–1826) – Mitglied des US-Repräsentantenhauses (1819–1826) | 141.617        | 2.006 km² |       |
| Scott           | 123       | Forest                | 1833     | Covington, Jones und Rankin County                   | Abram M. Scott (1785–1833) – Gouverneur von Mississippi (1832–1833) | 28.254         | 1.578 km² |       |
| Sharkey         | 125       | Rolling Fork          | 1876     | Issaquena, Warren und Washington County              | William L. Sharkey (1798–1873) – Gouverneur von Mississippi (1865) | 4.916          | 1.108 km² |       |
| Simpson         | 127       | Mendenhall            | 1824     | Copiah County                                        | Josiah Simpson – Richter in Mississippi | 27.503         | 1.525 km² |       |
| Smith           | 129       | Raleigh               | 1833     | Covington, Jones und Rankin County                   | David Smith – Marineoffizier | 15.491         | 1.647 km² |       |
| Stone           | 131       | Wiggins               | 1916     | Harrison County                                      | John Marshall Stone (1830–1900) – Gouverneur von Mississippi (1876–1882, 1890–1896) | 17.786         | 1.154 km² |       |
| Sunflower       | 133       | Indianola             | 1844     | Bolivar County                                       | Sunflower River | 29.450         | 1.797 km² |       |
| Tallahatchie    | 135       | Charleston, Sumner    | 1833     | Washington und Yazoo County                          | Tallahatchie River | 15.378         | 1.668 km² |       |
| Tate            | 137       | Senatobia             | 1873     | DeSoto und Marshall County                           | Thomas Simpson Tate – einer der ersten weißen Siedler in der Region | 28.886         | 1.048 km² |       |
| Tippah          | 139       | Ripley                | 1836     | Monroe County                                        | Tippah – indianischer Ausdruck | 22.232         | 1.186 km² |       |
| Tishomingo      | 141       | Iuka                  | 1836     | Monroe County                                        | Tishomingo (1734–1838) – Häuptling der Chickasaw | 19.593         | 1.098 km² |       |
| Tunica          | 143       | Tunica                | 1836     | Washington County und Indianerland                   | Tunica – ein Indianerstamm | 10.778         | 1.178 km² |       |
| Union           | 145       | New Albany            | 1870     | Lee, Pontotoc und Tippah County                      | Die Union – damals übliche (innenpolitische) Bezeichnung für die USA | 27.134         | 1.076 km² |       |
| Walthall        | 147       | Tylertown             | 1912     | Marion und Pike County                               | Edward C. Walthall (1831–1898) – General der konföderierten Armee im Bürgerkrieg, US-Senator (1885–1894, 1895–1898)                                                                      | 15.443         | 1.046 km² |       |
| Warren          | 149       | Vicksburg             | 1809     | Claiborne County                                     | Joseph Warren (1741–1775) – Erster amerikanischer Offizier, der im Amerikanischen Unabhängigkeitskrieg fiel                                                                              | 48.773         | 1.519 km² |       |
| Washington      | 151       | Greenville            | 1827     | Warren und Yazoo County                              | George Washington (1732–1799) – erster Präsident der USA (1789–1797) | 51.137         | 1.875 km² |       |
| Wayne           | 153       | Waynesboro            | 1809     | Washington County (Alabama)                          | Anthony Wayne (1745–1796) – General im Amerikanischen Unabhängigkeitskrieg | 20.747         | 2.099 km² |       |
| Webster         | 155       | Walthall              | 1874     | Chickasaw, Choctaw und Montegomery County            | Daniel Webster (1782–1852) – Außenminister der USA (1841–1843) | 10.253         | 1.094 km² |       |
| Wilkinson       | 157       | Woodville             | 1802     | Adams County                                         | James Wilkinson (1757–1825) – General im Britisch-Amerikanischen Krieg von 1812 und Gouverneur des Louisiana-Territoriums                                                                | 9.878          | 1.753 km² |       |
| Winston         | 159       | Louisville            | 1833     | Lowndes, Rankin und Wayne County                     | Louis Winston – Richter in Mississippi | 19.198         | 1.572 km² |       |
| Yalobusha       | 161       | Water Valley          | 1833     | Monroe, Washington und Yazoo County                  | Indianisches Wort für Kaulquappenort | 12.678         | 1.210 km² |       |
| Yazoo           | 163       | Yazoo City            | 1823     | Hinds County                                         | Indianerstamm der Yazoo | 28.065         | 2.381 km² |       |

## Trivia
Das Yoknapatawpha County, in dem William Faulkner viele seiner Südstaatenromane ansiedelte, ist fiktiv.